# 国民政府最高法院跡

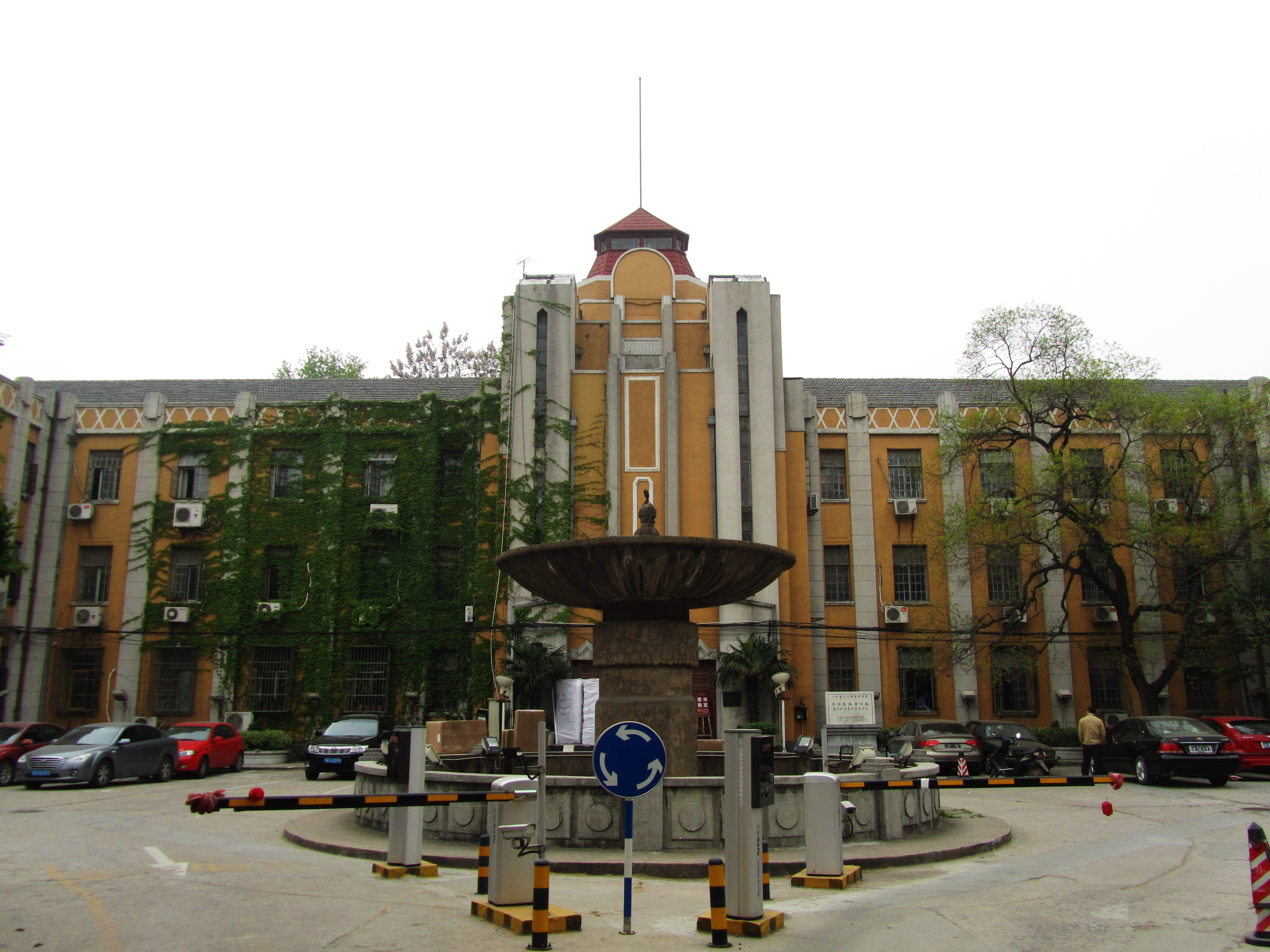
国民政府最高法院跡

国民政府最高法院跡は、江蘇省南京市鼓楼区中山北路101号にある歴史建築である。この建物は1933年5月に竣工し、中華民国最高法院の庁舎だったが、1949年以降も多くの政府機関庁舎として利用されていた。国民政府最高法院跡は全国重点文物保護単位だが、保存状態が悪く、国家文物局から改善命令出されることもあった。